# Famille de La Motte-Baracé
Pour les articles homonymes, voir Familles de La Mothe.
La famille de La Motte-Baracé est une famille éteinte de la noblesse française originaire d'Anjou et établie en Touraine.
Elle a été illustrée par Pierre de La Motte-Baracé de Senonnes, militaire (1779-1851).
Elle s'est éteinte en 1920 pour les mâles et 1977 pour les femmes.

## Histoire

### Origine
- Cette famille est connue depuis Juhel, chevalier, seigneur de la Mote, trouvé en 1235[2],
- Sa filiation prouvée remonte à Thomas de la Mote, vivant en 1381, dont le fils Jean épousa avant 1413 Jeanne Le Poutre, qui apporte dans la famille de la Motte-Baracé le château de Senonnes[2].

La famille de la Motte-Baracé se divise en deux branches à la fin du XVIIIe siècle. L'aînée demeure en Anjou, la cadette s'établit en Touraine.

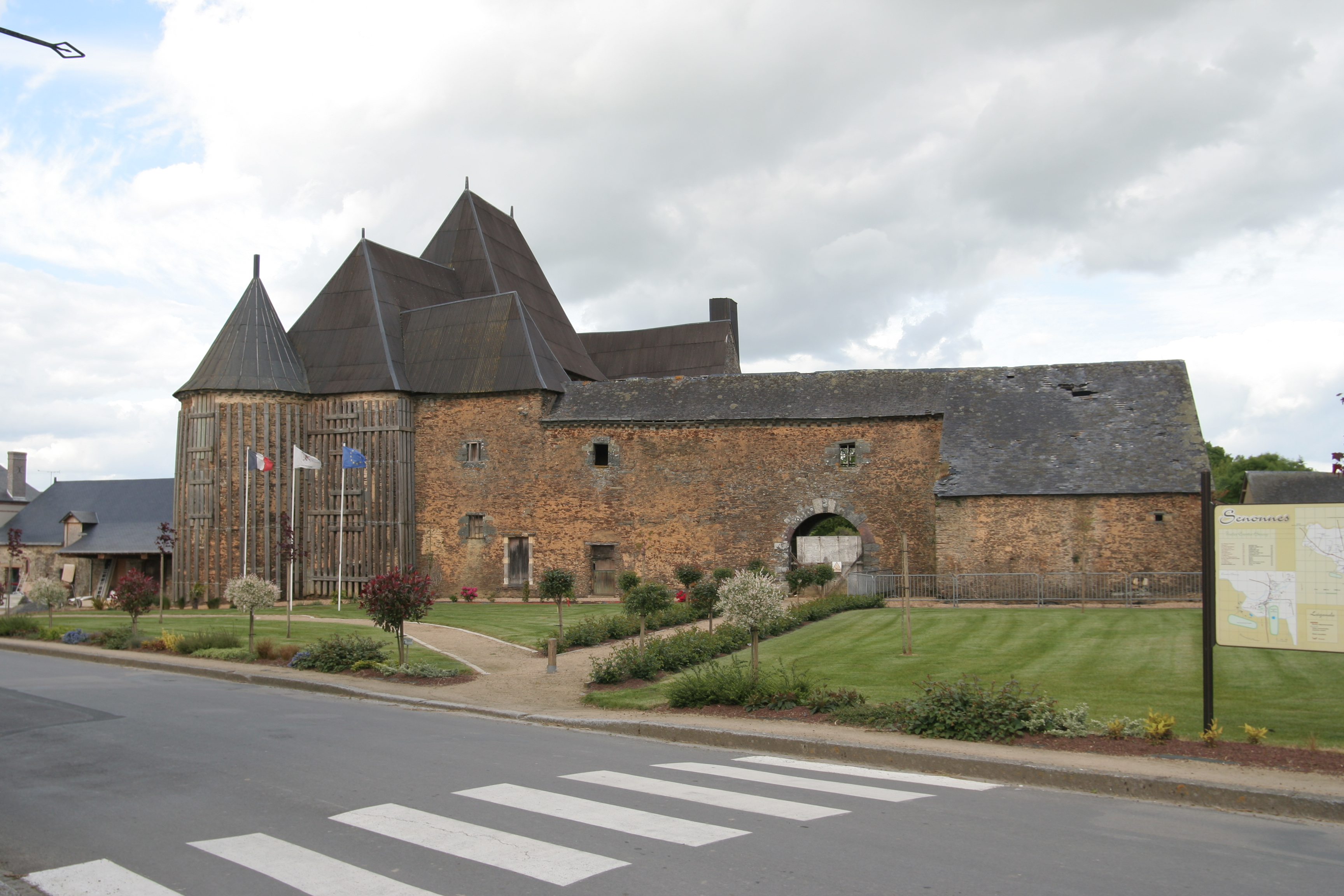
Château de Senonnes

## Personnalités
- François-Pierre de La Motte-Baracé, marquis de Senonnes, fils du précédent, marié à Suzanne Drouillard. Ils sont guillotinés en 1794.
- Pierre-Vincent-Gatien de la Motte-Baracé, marquis de Senonnes (1779-1851), fils du précédent, officier des Armées catholiques et royales de l'Ouest.
- Alexandre de La Motte-Baracé (1781-1840), vicomte de Senonnes, frère du précédent, écrivain français du XIXe siècle.

## Titres et Armes

### Titres
- Marquis de Sennones et de La Motte-Baracé (titre de courtoisie)
- Comte de Sennones et de La Motte-Baracé (titre de courtoisie)
- Vicomte de Sennones et de La Motte-Baracé (titre de courtoisie)
- Seigneur d'Alligné, d'Aubigné, d'Aulnais, de Brain, du Coudray-Montpensier, de La Motte-Baracé, de Seuilly, de Saint-Aignan, de Saint-Michel...

### Armes

« D'argent à la fasce de gueules fleurdelisée de six pièces. » (armes primitives)

« D'argent au lion de sable cantonné de quatre merlettes du même, chargé en cœur d'un écusson d'argent à la fasce de gueules fleurdelisée de six pièces. »,

## Généalogie
La filiation prouvée remonte à Thomas de La Mote vivant en 1381 dont le fils Jean épouse Jeanne Le Poutre, il est le bisaïeul de René de La Motte-Baracé qui suit ;

### Généalogie de la famille de La Motte-Baracé
- René de La Motte-Baracé, sgr de La Motte-Baracé X Jeanne Le Poulchre
  - Jean de La Motte-Baracé, sgr de La Motte-Baracé et de Senonnes X (1567) Anne de Launay
    - Jean de La Motte-Baracé, sgr de La Motte-Baracé et de Senonnes (1568-1637) X (1609) Péronnelle Le Cornu
      - Emmanuelle de La Motte-Baracé (1612-?) X (1633) Claude de Bonvoust, sgr d'Aunay
      - Pierre de La Motte-Baracé, sgr de La Motte-Baracé et de Senonnes (1613-1696) X (1645) Adrienne de Salles (1626-?)
        - Branche aînée de La Motte-Baracé de Sennones
        - Branche cadette de La Motte-Baracé dite du Coudray-Montpensier
        - Madeleine de La Motte-Baracé (1647-1688) X (1672) Julien de Saint-Germain, sgr de Parigny (1643-?)

### Branche aînée de La Motte-Baracé de Sennones
- Jean de La Motte-Baracé, marquis de Sennones (1646-1716) X (1670)  Radegonde du Plessis-Thomas (?-1673) (dont descendance) puis marié à Marguerite de Racappé (1637-1709) en 1674
  - Jean de La Motte-Baracé, marquis de Sennones (1672-1745) X Élisabeth Prévost (?-1734)
    - Pierre de La Motte-Baracé de Senonnes, marquis de Sennones (1708-1758) X Catherine Rieu (1708-1779)
      - François de La Motte-Baracé de Sennones, marquis de Sennones (1741-1794) X (1779) Suzanne Drouillard de La Marre (1761-1794)
        - Pierre de La Motte-Baracé de Sennones, marquis de Sennones (1779-1851) X (1805) Gabrielle de Goddes de Varennes (1784-1837)
          - Auguste de La Motte-Baracé de Sennones (1808-1857) X (1831) Gustave Bucher de Chauvigné (1802-1866)
          - Pierre-Auguste de La Motte-Baracé de Sennones, comte de Sennones (1810-1844) X (1837) Héloise de Jourdan de La Verderie (1814-?)
            - Pierre de La Motte-Baracé de Sennones, marquis de Sennones (1838-?) X (1879) Eugénie Finckbohner (1853-1882) puis marié à Élisabeth Finckbohner (1859-?) en 1883 (dont descendance des deux mariages)
              - descendance illégitime

            - Louise de La Motte-Baracé de Sennones (1840-1928) X (1859) Octave Bonnin de La Bonninière de Beaumont (1832-1892)
            - Isabelle de La Motte-Baracé de Sennones (1843-1923) X (1866) Ernest Le François des Courtis de La Groye, marquis de La Groye (1839-1917)

          - Alexandrine de La Motte-Baracé de Sennones (1814-1871) X (1833) Auguste Fournier de Boisayrault d'Oyron (1804-1876)
          - Armand de La Motte-Baracé de Sennones, vicomte de Sennones (1816-1852) X Adélaïde de Bruce (1823-1891)
          - Jeanne de La Motte-Baracé de Sennones (1821-1892) X (1841) Eugène Ayrault de Saint-Hénis (1803-?)

        - Alexandre de La Motte-Baracé de Sennones, vicomte de Sennones (1781-1840) X (1815) Marie Marcoz (1783-1828) puis marié à Wilhemine Hoffmann (1810-1860) (dont descendance) en 1835
          - Reine de La Motte-Baracé de Sennones (1832-1871) X (1864) Joseph Laverny (1825-1871)

      - Élisabeth de La Motte-Baracé de Sennones (1759-1823) X (1779) François d'Avoine, sgr de Combrée (1757-1807)

    - Urbaine de La Motte-Baracé (1711-?) X (1733) François Prévost de La Boutetière, chevalier, sgr de La Boutetière
    - Élisabeth de La Motte-Baracé (1714-?) X (1735) Jean-Baptiste de La Chevière, sgr de La Chevière

### Branche cadette de La Motte-Baracé dite de Coudray-Montpensier
- Philippe-Claude de La Motte-Baracé, comte de La Motte-Baracé (1656-?) X Henriette de Guillot
  - Philippe-Claude de La Motte-Baracé, comte de La Motte-Baracé X (1731) Catherine Guillot de La Bardouillière
    - Bénigne de La Motte-Baracé (1741-?) X (1767) Antoine Achard de La Haye, marquis de La Haye (1737-1816)
    - Alexandre de La Motte-Baracé, comte de La Motte-Baracé X (1772) Marie d'Escajeul
      - Auguste de La Motte-Baracé, comte de La Motte-Baracé (1780-?) X Marie-Rose Damien
        - Alexandre de La Motte-Baracé, comte de La Motte-Baracé (1810-1900) X (1836) Élisabeth Achard de La Haye (1814-1838)
          - Catherine de La Motte-Baracé (1837-1837)

        - Alexandre de La Motte-Baracé, comte de La Motte-Baracé (1810-1900) X (1841) Marie de Sarcus
          - Marie de La Motte-Baracé (1842-1869) X Julien Lemaire de Neuville (1840-?)
          - Marie-Thérèse de La Motte-Baracé (1844-1880) X (1866) Frank Russel-Killough, comte Russel-Killough (1836-1935)

        - Alexandre de La Motte-Baracé, comte de La Motte-Baracé (1810-1900) X (1850) Thérèse de Virieu (1814-?)
          - Juhel de La Motte-Baracé, marquis de La Motte-Baracé (1851-1920) X (1883) Jeanne d'Andigné (1860-1960)
            - François de La Motte-Baracé, vicomte de La Motte-Baracé (1884-1905)
            - Marguerite de La Motte-Baracé (1887-1977)  X (1909) Amic de Sabran-Pontevès, duc de Sabran-Pontevès (1879-1963)

        - Édouard de La Motte-Baracé, vicomte de La Motte-Baracé (1817-1902) X (1842) Gabrielle de Pignol de Rocreuse (1823-1887)
          - Charles-Marie de La Motte-Baracé, vicomte de La Motte-Baracé (1844-1867)

## Alliances

### Branche de La Motte-Baracé de Sennones
Cette famille s'est alliée aux familles : de Launay (1567), Le Cornu (1609),
de Bonvoust (1633), de Salles (1645), du Plessis-Thomas (1670), de Saint-Germain (1672), de Racappé (1674), Prévost de La Boutetière (1733), de La Chevière (1735), d'Avoine (1779), Drouillard de La Marre (1779), de Goddes de Varennes (1805), Marcoz (1815), Bucher de Chauvigné (1831), Fournier de Boisayrault d'Oyron (1833), Hoffmann (1835), de Jourdan de La Verderie (1837), Ayrault de Saint-Hénis (1841), Bonnin de La Bonninière de Beaumont (1859), Laverny (1864), Le François des Courtis de La Groye (1866), Finckbohner (1879, 1883), de Bruce, Le Poulchre, Le Poutre, Prévost, Rieu…

### Branche de La Motte-Baracé dite de Coudray-Montpensier
Cette famille s'est alliée aux familles : Guillot de La Bardouillière (1731), Achard de La Haye (1767, 1836), d'Escajeul (1772), de Sarcus (1841), de Pignol de Rocreuse (1842), de Virieu (1850), Russel-Killough (1866), d'Andigné (1883), de Sabran-Pontevès (1909), Damien de Guillot , Lemaire de Neuville…